# Svenska BasketBoll Förbundet
Die Svenska BasketBoll Förbundet (SBBF) ist der offizielle Basketball-Verband in Schweden. Er hat seinen Sitz in Stockholm.

## Geschichte und Aufgaben
Der Verband wurde offiziell 1952 gegründet. Von 1948 bis 1952 war der Verband Teil des Schwedischen Handballverbandes. Seit 1952 ist der Verband auch Mitglied der Fédération Internationale de Basketball (FIBA) und damit der FIBA Europa. Präsidentin des Verbandes ist zur Zeit Susanne Jidesten. Der Verband ist für die Organisation, Leitung und Entwicklung des Basketballsports in Schweden verantwortlich. Der Verband vertritt Basketball gegenüber Behörden sowie nationalen und internationalen Sportorganisationen. Zusätzlich verteidigt der Verband auch die moralischen und materiellen Interessen des schwedischen Basketballs. Der Verband organisiert die nationale Meisterschaft und ist für die Schwedische Basketballnationalmannschaft der Herren und die Schwedische Basketballnationalmannschaft der Damen verantwortlich.

## Fakten zum Basketball in Schweden
| Kriterium                                    | Anzahl  | Beleg |
| -------------------------------------------- | ------- | ----- |
| Registrierte Vereine                         | 467     | [ 1 ] |
| Lizenzierte weibliche Basketballspielerinnen | 5.567   | [ 1 ] |
| Lizenzierte männliche Basketballspieler      | 5.747   | [ 1 ] |
| Unlizenzierte Basketballspieler/innen        | 100.000 | [ 1 ] |

## Basketballnationaltrainer des Verbandes (Auswahl)
- Charles Barton (Basketballtrainer)

- Brad Dean

- Kostas Flevarakis

- Kelly Grant

- James McGregor

## Basketballfunktionäre des Verbandes (Auswahl)

### Liste von Präsidenten
| Name                   | von  | bis  | Beleg       |
| ---------------------- | ---- | ---- | ----------- |
| Susanne Jidesten       | 2020 |      | [ 2 ] [ 3 ] |
| Mats Carlson           | 2016 | 2020 |             |
| Hans von Uthmann       | 2009 | 2016 | [ 1 ]       |
| Anna Westin            | 2008 | 2009 |             |
| Jan Jacobsen           | 2004 | 2008 |             |
| Niklas Nordström       | 2001 | 2004 |             |
| Kaj Krantz             | 1999 | 2001 |             |
| Kari Marklund          | 1996 | 1999 |             |
| Kenny Lövingsson       | 1992 | 1996 |             |
| Eleonor Rehn-Jacobsson | 1991 | 1992 |             |
| Kaj Sandell            | 1990 | 1991 |             |
| Arne Jansson           | 1986 | 1990 |             |
| Bengt Wallin           | 1979 | 1986 |             |
| Anders Wijkman         | 1975 | 1979 |             |
| Leif Forsberg          | 1969 | 1975 |             |
| Lars-Åke Nilsson       | 1952 | 1969 |             |

### Liste von Generalsekretären
| Name                  | von  | bis | Beleg       |
| --------------------- | ---- | --- | ----------- |
| Anja Frey             | 2024 |     | [ 4 ] [ 5 ] |
| Lars Henrik Johansson |      |     | [ 2 ]       |
| Lena Wallin-Kantzy    |      |     | [ 1 ]       |